# Shimotsuki
Lo Shimotsuki (霜月? lett. "Luna di brina"/"Mese della brina") è stato un cacciatorpediniere della Marina imperiale giapponese, settima unità della classe Akizuki. Fu varato nell'aprile 1943 dai cantieri Mitsubishi a Nagasaki.
Concluso l'addestramento fu schierato nella battaglia del Mare delle Filippine (19-20 giugno 1944), agendo come scudo delle portaerei. Sopravvissuto senza danni, fu impegnato in alcune missioni di scorta e poi in ulteriori esercitazioni nelle acque giapponesi; partecipò alla battaglia del Golfo di Leyte (23-25 ottobre) e, proprio l'ultimo giorno di combattimenti, subì danni moderati negli attacchi aerei statunitensi alla formazione del viceammiraglio Jisaburō Ozawa, tuttavia risolti in patria nei giorni successivi. Distaccato a Singapore in novembre e scelto come nave ammiraglia di una squadriglia, lasciò la città il 24 ma, all'alba del giorno successivo, cadde vittima di un sommergibile americano: affondò con gravissime perdite umane, compresi gli ufficiali superiori.

## Servizio operativo

### Costruzione
Il cacciatorpediniere Shimotsuki fu ordinato nell'anno fiscale edito dal governo giapponese nel 1941. La sua chiglia fu impostata nel cantiere navale della Mitsubishi, a Nagasaki, il 6 luglio 1942 e il varo avvenne 7 aprile 1943; fu completato il 31 marzo 1944. Il comando fu affidato al capitano di corvetta Kenji Hatano e la nave fu assegnata all'11ª Squadriglia cacciatorpediniere, dipendente dalla Flotta Combinata e demandata all'addestramento delle nuove unità in tempo di guerra.

### 1944 e l'affondamento
Il 3 aprile lo Shimotsuki fece base a Kure e lì completò esercitazioni e preparazione. Il 10 giugno fu assegnato direttamente alla 10ª Squadriglia, dipendente dalla 3ª Flotta, la componente aeronavale della Flotta Combinata: salpò il 14 da Sasebo e diresse a grande velocità sull'isola di Guimaras, dove si stava radunando la 1ª Flotta mobile (comando superiore per la 2ª e la 3ª Flotta tenuto dal viceammiraglio Jisaburō Ozawa) per contrastare nel Mar delle Filippine la Quinta Flotta statunitense, impegnata a condurre e appoggiare gli sbarchi nelle isole Marianne. Nel corso della battaglia del 19-20 giugno lo Shimotsuki fu inserito nell'anello difensivo per la 1ª Divisione portaerei (Taiho, Shokaku, Zuikaku), peraltro senza riuscire a proteggerle convenientemente: la Shokaku e la Taiho, infatti, caddero vittima di due sommergibili. Perduta la battaglia, lo Shimotsuki ripiegò con il resto della flotta fino all'isola di Okinawa e, infine, nella baia di Hashirajima. Fu poi integrato, tra l'8 e il 20 luglio, nella forza di copertura a un gruppo di naviglio pesante che trasferì sostanziosi rinforzi a Okinawa e a Manila, prima di fermarsi alle Lingga. Intanto, il 15, il capitano Hatano era stato informato che lo Shimotsuki era stato affiancato al gemello Fuyuzuki nella 41ª Divisione, sempre inquadrata nella 10ª Squadriglia; divenne inoltre nave ammiraglia del reparto, imbarcando il capitano di vascello Kiichirō Wakida e lo stato maggiore. L'unità fu poi incaricata di alcune missioni di scorta tra la rada e le altre basi giapponesi; il 4 agosto salpò da Singapore nella forza di copertura del convoglio HI-70, diretto a Moji, con il compito di collaborare con la portaerei di scorta Shinyo: arrivati a destinazione, tra il 17 e il 24 lo Shimotsuki rimase ormeggiato a Yokosuka, dopodiché rimase in addestramento per le settimane seguenti. In questo periodo fu oggetto di potenziamenti. Il direttore del tiro Type 94 poppiero fu rimpiazzato con una quinta installazione tripla di Type 96 da 25 mm e, sul ponte di coperta, comparvero svariati altri cannoni automatici, tutti su affusto singolo: non è però noto il numero preciso e solo una fonte elettronica indica dodici pezzi. L'equipaggiamento elettronico si arricchì di un radar Type 13 per la scoperta aerea, assicurato all'albero tripode di poppavia; infine la scorta di bombe di profondità crebbe a settantadue.

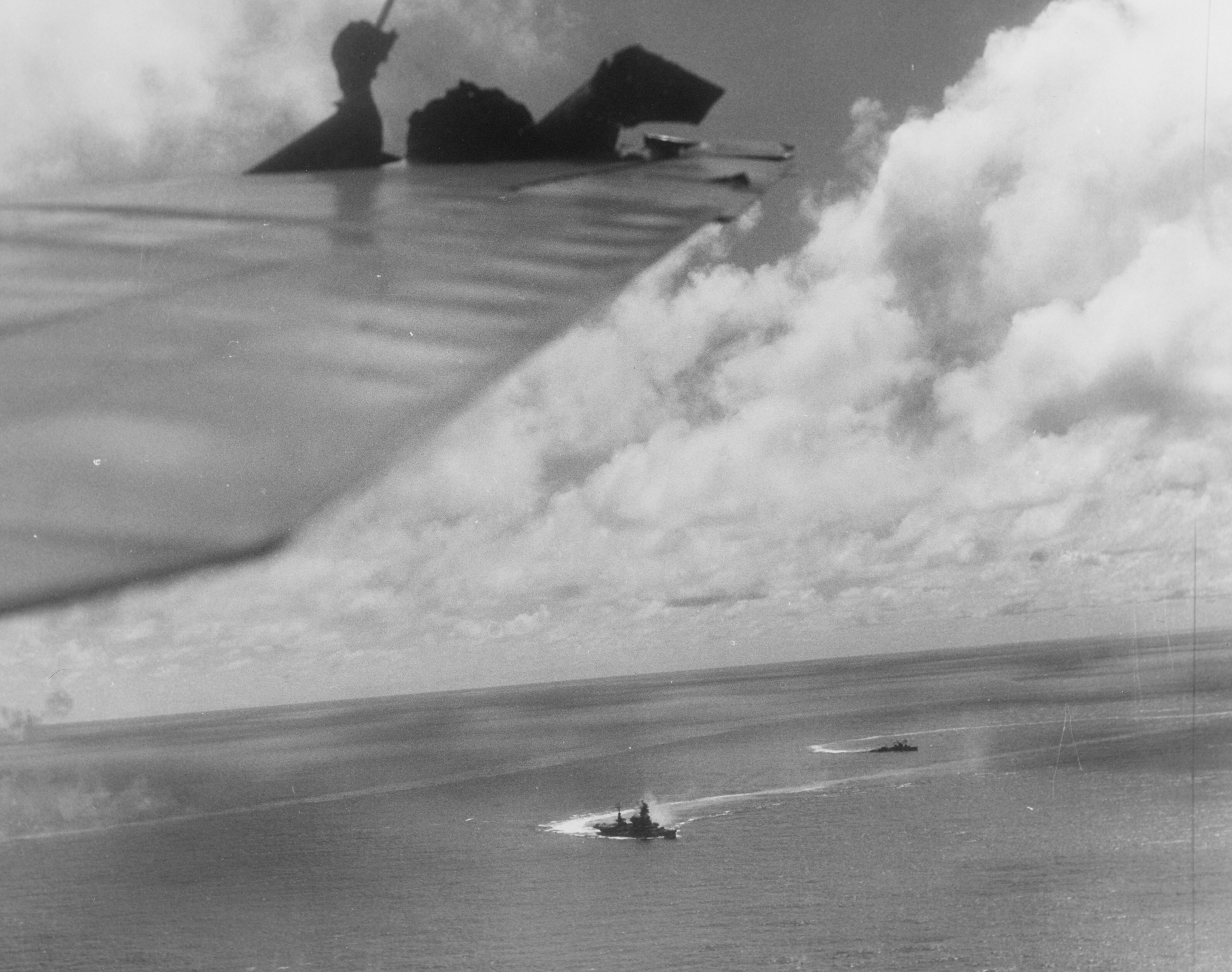
L'unica foto nota dello Shimotsuki, in secondo piano, mentre manovra all'unisono con la nave da battaglia ibrida Ise. La foto fu scattata dall'equipaggio di un aerosilurante Grumman TBF Avenger, di cui è visibile l'ala destra, danneggiata dal fuoco contraereo.

A metà ottobre la squadra portaerei si preparò alla complessa operazione Shō-Gō 1 nel settore delle Filippine: la flotta, calando dalle acque metropolitane, doveva attirare lontano dal Golfo di Leyte la Terza Flotta statunitense e liberare il passo alla squadra di corazzate e incrociatori pesanti del viceammiraglio Takeo Kurita, che avrebbe fatto strage dell'apparato anfibio del nemico. Il pomeriggio del 20 ottobre, subito dopo gli sbarchi americani a Leyte, la 3ª Flotta salpò dal canale di Bungo; il viceammiraglio Ozawa si collocò a nord-est di Luzon e fu localizzato da ricognitori statunitensi solo il 24 ottobre, dopo aver spinto avanti la 61ª Divisione e la 4ª Divisione portaerei (in realtà formata dalle corazzate ibride Ise e Hyuga). Ozawa suddivise in due gruppi le sue forze e assegnò lo Shimotsuki all'anello difensivo delle portaerei Chiyoda e Chitose. Nella giornata del 25 i gruppi imbarcati statunitensi attaccarono più volte, si accanirono soprattutto sulle portaerei e le eliminarono tutte quante; anche lo Shimotsuki fu preso di mira e alle 17:30 circa diverse bombe gli piovvero tutt'intorno: il radar Type 13 fu messo fuori uso, si aprì uno squarcio a poppavia della sala macchine posteriore che causò un moderato allagamento, la nave cominciò a perdere carburante e sbandò di qualche grado. Ancora in grado di combattere, lo Shimotsuki si prodigò nel recupero dei superstiti della Chitose, insieme all'incrociatore leggero e ammiraglia di squadriglia Isuzu, prima di dirigere a nord. Alle 20:45 circa, tuttavia, il viceammiraglio Ozawa costituì una formazione con la sua nave di bandiera Oyodo, la 4ª Divisione portaerei e lo Shimotsuki e si lanciò verso sud per andare in soccorso dello Hatsuzuki, alle prese con una ventina di navi statunitensi; trovarono però solo alcuni rottami del cacciatorpediniere distrutto e, dopo aver continuato verso meridione fin verso le 23:30, Ozawa decise di ripiegare. La malconcia flotta riguadagnò Kure a fine mese e, il 6 novembre, lo Shimotsuki raddobbato partì a fianco delle due corazzate ibride intente a trasportare truppe a Manila; nel corso del viaggio nuovi ordini lo destinarono alle isole Spratly. Vi rimase dal 16 al 18 in attesa di una parte delle navi sopravvissute alla battaglia del Golfo di Leyte, che scortò tra il 19 e il 22 alle isole Lingga, quindi si spostò a Singapore: qui divenne la nuova ammiraglia della 31ª Squadriglia di scorta il 24 novembre e accolse a bordo il comandante, contrammiraglio Heitarō Edo. Salpò subito in direzione di Brunei assieme al più piccolo cacciatorpediniere Momo, ma non arrivò mai a destinazione; poco prima dell'alba del 25, infatti, il sommergibile USS Cavalla si mise in posizione, non scorto, sul lato di destra delle due navi e lanciò quattro siluri allo Shimotsuki. Alle 04:48 il primo ordigno esplose esattamente a mezzanave, seguito dal secondo un poco più verso poppa; il terzo impattò a prua e l'ultimo scoppiò a poppa. La serie di esplosioni distrusse lo Shimotsuki che, a pezzi, sprofondò in pochi secondi 220 miglia a est-nord-est di Singapore (2°21′N 107°20′E), portando con sé anche i corpi di Edo e del capitano Hatano: il Momo riuscì a trarre in salvo solo quarantasei marinai.
Il 10 gennaio 1945 lo Shimotsuki fu depennato dai ruoli della Marina imperiale.